# Lwiwśka brama (metro w Kijowie)
Lwiwśka brama (ukr. Львівська брама) – nieukończona stacja kijowskiego metra, położona na Linii Syrećko-Peczerśkiej. Budowę stacji rozpoczęto w 1991 roku, jednak prace zostały wstrzymane w 1996 roku.
W lutym 2022 roku ogłoszono przetarg na projekt wejścia do stacji, jednak został on unieważniony w związku z wprowadzeniem stanu wojennego z powodu inwazji Rosji na Ukrainę. Planowano ukończenie stacji do 2025 roku.